# Olog

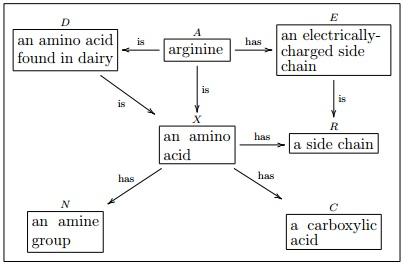
Esquema de la teoría de Olog.

La teoría de Olog es un intento de proporcionar un marco matemático riguroso para la representación del conocimiento, la construcción de modelos científicos y el almacenamiento de datos utilizando la teoría de categorías, herramientas lingüísticas y gráficas. La teoría de Olog fue introducida en 2010 por David Spivak, un científico investigador en el Departamento de Matemáticas, MIT.

## Etimología
El término "olog" es abreviatura de "registro de ontología". "Ontología" deriva del griego ὤν , ὄντος "ser", que es ", participio presente del verbo εἰμί " ser ", y -λογία , -logia : ciencia , estudio, teoría.

## El formalismo matemático
En el nivel básico, un olog {\displaystyle C} es una categoría cuyos objetos están representados como cajas que contienen oraciones y cuyos morfismos están representados como flechas etiquetadas dirigidas entre cajas. Las estructuras de las oraciones tanto para los objetos como para los morfismos de {\displaystyle C} deben ser compatibles con la definición matemática de {\displaystyle C}. Esta compatibilidad no puede ser verificada matemáticamente, porque se encuentra en la correspondencia entre las ideas matemáticas y el lenguaje natural.
Cada olog tiene una categoría objetivo, que se considera {\displaystyle Conjunto} (Categoría de conjuntos), la categoría de conjuntos y funciones, a menos que se indique lo contrario. En ese caso, estamos viendo un conjunto de aminoácidos, un conjunto de grupos amina, y una función que asigna a cada aminoácido su grupo amina. En este artículo usualmente nos atenemos a {\displaystyle Conjunto}, Aunque a veces usando la categoría de Kleisli {\displaystyle Cp} de la mónada de conjunto de potencia. Otra posibilidad, aunque no se utilice aquí, sería utilizar la categoría de Kleisli de las distribuciones de probabilidad (mónada de Giry), por ejemplo, para obtener una generalización de los procesos de decisión de Markov.
Las casillas del ejemplo anterior se refieren a objetos de {\displaystyle Conjunto}. Por ejemplo, la caja que contiene la frase "un aminoácido" se refiere al conjunto de todos los aminoácidos y la caja que contiene la frase "una cadena lateral" se refiere al conjunto de todas las cadenas laterales. La flecha marcada con "tiene" cuya fuente es "un aminoácido" y cuyo objetivo es "una cadena lateral" se refiere a un morfismo entre dos objetos de {\displaystyle Conjunto} y por lo tanto necesita ser una función entre dos conjuntos. De hecho, cada aminoácido tiene una cadena lateral única por lo que la flecha es un morfismo válido de {\displaystyle Conjunto}. La naturaleza funcional de los morfismos {\displaystyle Conjunto} se expresa en un olog marcando flechas con oraciones apropiadas (por ejemplo, "has").